# Ciclo di Frenkel
Il ciclo di Frenkel (noto anche come ciclo di Frenkel-Neftçi fin dalla sua prima citazione in letteratura) è una teoria dell'economista argentino Roberto Frenkel che descrive e fornisce una spiegazione causale di ciò che avviene quando un Paese economicamente meno sviluppato si aggancia alla valuta di un'area più forte, ed in assenza di interventi politici che compensino gli squilibri; quindi, secondo l'autore, una situazione di area valutaria ottimale inefficiente o non ottimale.
Il modello, inizialmente formulato con riferimento alla dollarizzazione dell'Argentina (e alla seguente crisi economica argentina) durata fino al 2001, viene ora talvolta citato per spiegare la crisi in corso in Europa in seguito all'adozione dell'euro.
Il ciclo secondo l'autore si svolgerebbe in sette fasi:
1. Il Paese, accedendo all'unione monetaria, liberalizza i movimenti di capitale.
2. Affluiscono capitali esteri, che trovano conveniente investire in un Paese dove i tassi di interesse permangono più alti, ma si è ridotto o è stato eliminato il rischio di cambio.
3. Il flusso di liquidità fa crescere consumi e investimenti, quindi crescono prodotto interno lordo e occupazione.
4. Tuttavia aumentano anche l'inflazione e il debito privato; l'inflazione causa una progressiva perdita di competitività in mancanza di una svalutazione della valuta, a causa del cambio fisso, e un deficit crescente nella bilancia dei pagamenti e nelle partite correnti del Paese. Si creano inoltre bolle azionarie e immobiliari.
5. Un evento casuale crea panico tra gli investitori stranieri, che arrestano i finanziamenti e chiedono un ritorno immediato del credito concesso.
6. Inizia la crisi: si innesca un circolo vizioso tra fallimenti di aziende, aumento della disoccupazione, calo del Pil e aumento del debito pubblico. Il governo taglia la spesa pubblica e/o aumenta le tasse, aggravando la recessione.
7. Il Paese è costretto ad abbandonare il cambio fisso e a svalutare.

La conclusione naturale del processo ipotizzata dall'autore sarebbe l'uscita dal regime di cambi fissi tra le due monete.

## Critiche all'applicazione al caso dell'euro
Nel dibattito sulla moneta unica europea, è stato appunto utilizzato tale modello in quanto anche nel caso dell'ECU/Euro si propone il caso di monete più "deboli" agganciate in regime di cambio fisso a monete più "forti". In realtà l'unica differenza evidente è la presenza non di due sole valute in regime di cambi fissi, ma di una pluralità di valute. Tali valute, inizialmente in regime di cambio fisso durante un periodo transitorio, sono in realtà confluite in una moneta unica: quindi i critici concludono che in realtà si tratti di un caso differente da quello descritto in questo modello. Ciò comunque non toglie che all'interno delle diverse aree dell'Eurozona esistano differenziali di inflazione diversi per ciascuna regione rispetto all'altra e soprattutto, in assenza di cambi flessibili, il differenziale di rendimento del titolo di stato si sostituisce al cambio e all'inflazione.